# Yves Boutet
Yves „Yvon“ Boutet (* 3. Dezember 1936 in Rennes; † 15. Juli 2021 in Lorient) war ein französischer Fußballspieler, der den wesentlichen Teil seiner Laufbahn beim Stade Rennes UC absolvierte.

## Karriere

### Jugend (bis 1955)
Boutet, der schon seit seiner Kindheit den Spitznamen „Yvon“ trug, begann das Fußballspielen als Zwölfjähriger, indem er 1949 dem Sportverein Tour d’Auvergne aus seiner Heimatstadt Rennes beitrat. Schon im Jugendbereich fiel er durch seine technischen Fähigkeiten sowie sein außergewöhnlich gutes Stellungsspiel auf. Der Innenverteidiger überzeugte derart, dass er regelmäßig in die regionale Jugendauswahl der entsprechenden Altersklasse berufen wurde. 1952 gehörte er sogar dem französischen Kader zur Junioren-Weltmeisterschaft in Deutschland an. Aufgrund seines Talents geriet er in den Fokus des regional stärksten Vereins Stade Rennes UC, der ihn 1955 unter Vertrag nahm.

### Durchbruch bei Rennes (1955–1961)
Zur Saison 1955/56 stand der damals 18 Jahre alte Boutet gleich im Kader des von Henri Guérin trainierten Zweitligateams, wenn auch zunächst nur als Reservist. Am 23. Oktober 1955 glückte ihm bei einem 3:0-Sieg über den FC Sète sein Debüt in der Defensivabteilung seiner Mannschaft. In der nachfolgenden Zeit kam er gelegentlich zu weiteren Einsätzen und leistete seinen Beitrag dazu, dass dem Klub 1956 der Aufstieg in die höchste französische Spielklasse glückte. Infolgedessen stand für den Nachwuchsspieler auch sein Erstligadebüt an, als er am 30. September 1956 bei einer 2:3-Heimniederlage gegen den OGC Nizza aufgeboten wurde. Anschließend erhielt er regelmäßig das Vertrauen des Trainers, musste allerdings schon am Saisonende den direkten Wiederabstieg seiner Mannschaft hinnehmen. Im Verlauf der nachfolgenden Spielzeit 1957/58 schaffte er mit seinen Teamkollegen nicht nur den sofortigen Wiederaufstieg, sondern avancierte auch zum Stammspieler in der Abwehr. Nach der Rückkehr in die Erstklassigkeit musste der größte Klub der Region Bretagne zwar wieder gegen den Abstieg kämpfen, konnte sich aber immer wieder davor retten. Boutets interne Bedeutung war weiter gewachsen, weswegen er die Mannschaft ab der Saison 1959/60 als Kapitän auf den Platz führen durfte.

### Sportliche Erfolge mit Rennes (1961–1967)
1961 wurde mit Antoine Cuissard ein neuer Trainer geholt, der wenige Jahre zuvor noch selbst Teil des Teams gewesen war. Boutet blieb unter ihm ein Schlüsselspieler in der Defensive und die Elf konnte sich im Tabellenmittelfeld festigen. Einen deutlichen Aufwärtstrend erlebte sie, nachdem Jean Prouff 1964 als Nachfolger von Cuissard eingestellt worden war. Bereits im ersten Jahr schaffte Rennes neben einem vierten Platz in der Liga den Einzug ins nationale Pokalendspiel 1965. Boutet stand als Kapitän auf dem Feld und erlebte ein 2:2 gegen die UA Sedan-Torcy, wodurch ein Wiederholungsspiel fällig wurde. In diesem siegte seine Mannschaft nach anfänglichem Rückstand noch mit 3:1, was ihm den ersten Titelgewinn seiner Laufbahn einbrachte. „Das Finale zu gewinnen, war die Krönung“, beschrieb er den Erfolg selbst.
Durch den Finalsieg hatten sich die Bretonen für den Europapokal der Pokalsieger qualifiziert. Somit kam Boutet zu seinem Debüt im europäischen Wettbewerb, als er in der ersten Runde gegen Dukla Prag auf dem Platz stand, nach Hin- und Rückspiel jedoch das Ausscheiden hinnehmen musste. Die Spielzeit 1966/67, während der er seinen 30. Geburtstag feierte, stellte für ihn die letzte in der höchsten Liga des Landes dar. Bei einem 4:3-Erfolg gegen Racing Straßburg am 27. Mai 1967 absolvierte er seine letzte Begegnung sowohl in dieser Liga als auch für Rennes, da er zum Zweitligisten FC Lorient wechselte. Mit 393 Pflichtspielen, darunter 306 Erstligapartien mit einem erzielten Tor, ging er als Rekordspieler des Vereins in die Geschichte ein. Was hingegen die Zahl der Begegnungen in der ersten Liga angeht, liegt sein zeitweiliger Mannschaftskamerad René Cédolin mit 322 knapp vor ihm.

### Letzte Jahre bei Lorient (1967–1969)
1967 wechselte er, begleitet von einigen Kollegen aus Rennes, zum ebenfalls in der Bretagne beheimateten Zweitligaaufsteiger FC Lorient. Mit Antoine Cuissard war auch der Trainer ein alter Bekannter. Boutet nahm einen Stammplatz ein, hatte formal allerdings nur noch den Status eines Amateurs und ging bereits einer weiteren Beschäftigung als Möbelverkäufer nach. In der Rückrunde der Spielzeit 1968/69 übernahm er zusätzliche Verantwortung, als er interimsweise die Aufgaben des Trainers wahrnahm. Im Sommer 1969 endete nach 45 Zweitligapartien ohne Tor seine Zeit in Lorient, womit seine Spielerlaufbahn endgültig vorbei war. Der Öffentlichkeit blieb er anschließend jedoch erhalten, zunächst als regionaler Vertreter der Marke Adidas. Zu Beginn der 1990er-Jahre wurde er Vizepräsident seines früheren Arbeitgebers FC Lorient.